# Liste des maîtres de la province d'Allemagne de l'ordre du Temple
Pour un article plus général, voir Liste des maîtres de province de l'ordre du Temple.
Cet article présente une liste des maîtres de la province d'Allemagne de l'ordre du Temple.

## Province d'Allemagne

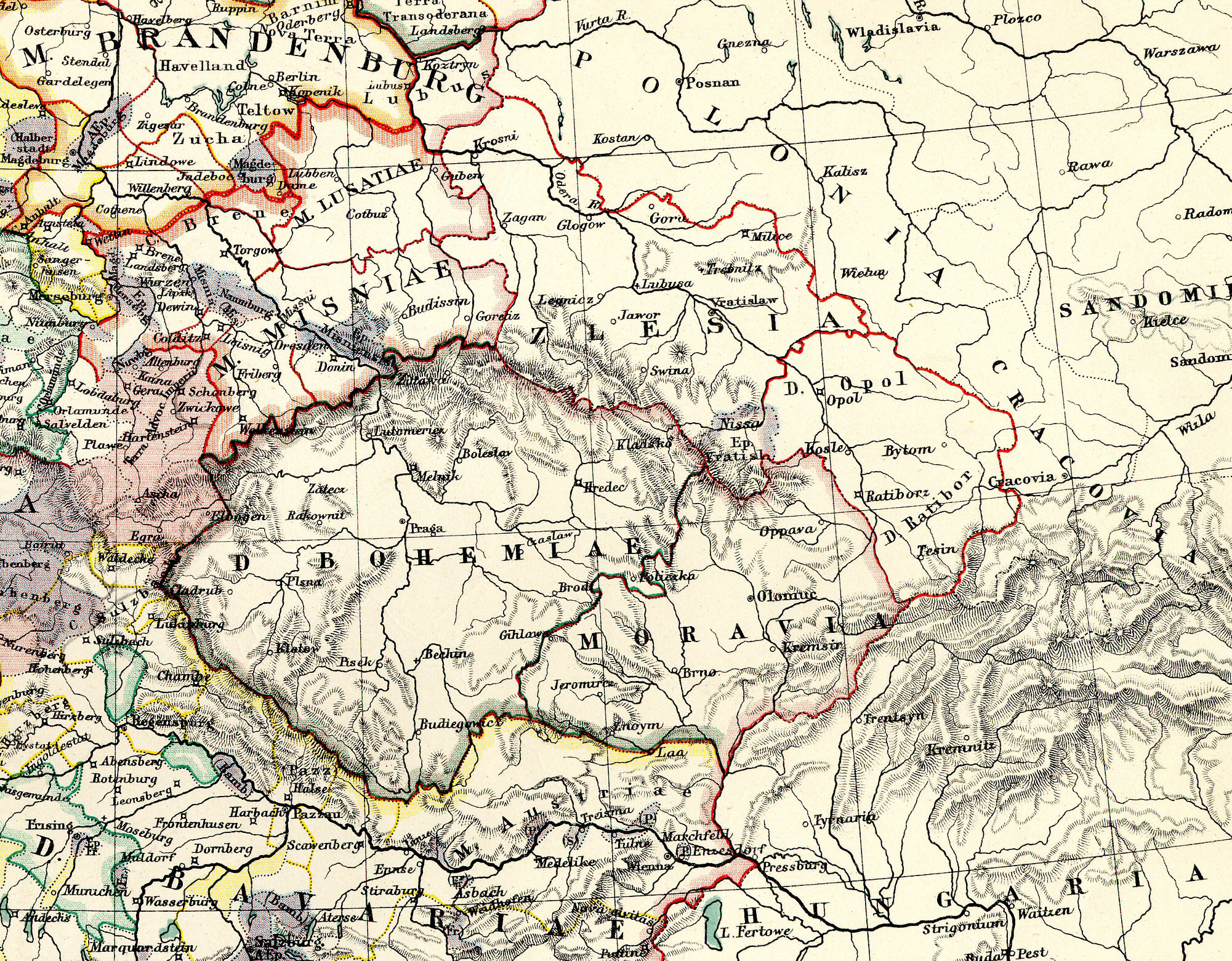
La Bohême et ses alentours au XII et XIII.

La province d'Allemagne ne se forme qu'au XIIIe siècle pendant le règne de Frédéric II de Hohenstaufen dans le Saint-Empire romain germanique et incluait également les commanderies établies dans le royaume de Bohême, les duchés de Pologne et la Prusse teutonique.
Dès 1157, Albert Ier de Brandebourg leur octroie des terres près de la rivière spree et en 1200 ils fondent le château de Mongberg dans la marche de Brandebourg. Avant le milieu du XIIIe siècle, certaines commanderies dans l'ouest de l'Allemagne faisaient partie de la province de France.
L'expansion de la province débute à partir de 1232 avec de nombreux dons comme ceux de Ladislas Odonic concernant Quartschen,, de l’Évêque de Lebus pour les terres de Custrin, de Barnim Ier le Bon dans le Duché de Poméranie, d'Henri Ier le Barbu pour le duché de Grande-Pologne, de Boleslas V le Pudique pour celui de Petite-Pologne, de Boleslas Ier de Mazovie dans le duché de Mazovie et de Venceslas Ier pour le royaume de Bohême.
On trouve à partir de 1227 un commandeur (preceptor) d'Alémanie (Alemannia). C'est peut-être le même individu, du nom de Gebhard (Gevehardus) que l'on retrouve en 1241 actant comme maître puis en 1244 comme commandeur des maisons du Temple en Allemagne au moment des donations relatives à Schiedlow et Sulęcin en Pologne.
En dehors des titulatures qui varient fréquemment, certaines bulles papales nous permettent d'attester l'existence de cette province et nous renseignent sur son étendue à des dates précises. En 1238 Grégoire IX confirme les biens reçus à Custrina dans l'évêché de Lebus en s'adressant au maître et aux frères de la maison du Temple en Teutonie, en 1247 c'est Innocent IV qui s'adresse au commandeur et aux frères en Alémanie (Alemannia), en 1249/50 ce sont deux bulles de ce même pape adressées au maître et aux frères en Alémanie et en Pologne (Polonia) puis une troisième qui mentionne l'Alémanie et la Poméranie (Slavia),. Compte tenu de la proximité de ces dates, il apparaît que le royaume de Pologne et les duchés de Poméranie ont toujours fait partie de cette province et que la Hongrie (Hungaria) n'en faisait pas partie.
La maîtrise du frère Widekind confirme l'emploi du titre de maître en Alémanie et en Slavie (Poméranie) mais on constate que Frédéric d'Alvensleben (de), avant-dernier maître de cette province portait le titre de « maître en Allemagne et en Esclavonie » et est également cité comme « maître d'Allemagne et d'Italie » en 1307.
| Maître                         | Période de maîtrise | Commentaires et autres fonctions |
| ------------------------------ | ------------------- | --- |
| ?                              | 1208                | (la): « provisor bonorum Theotonie » |
| fr. Martin                     | 1219                | (la): Martinus 1219: « fratri Martino templario in Alemanniam destinatis », registre d'Honorius III, |
| fr. Gebhard                    | 1227,               | (la): Geuehardus 1226/27: « domni Geuehardi tunc preceptoris Alemannie » |
| fr. Gebhard / Gerhard          | 1238 - 1244         | (la): Geuehardus, Gevehardus, 1238: « Magistro fratibus Domus militie Templi in Teutonia » 1241: « Magistri Gebehardi militiae Templi Praeceptoris », 1244: « Geuehardo preceptori domorum militie Templi per Alemanniam », , sans titre régional dans un deuxième acte |
| fr. Johann                     | 1251                | (la): Johannes, « summus preceptor militie Templi per Teutoniam, per Bohemiam, per Moraviam et per Poloniam » |
| Pierre Berka de Dube & Lippa   | ,                   | |
| Widekind                       | 1262 - 1279         | (la): Wedekindus, Widekindus 9 mars 1260: « frater Wedekinus, domorum militie Templi in Alemannia et Sclavia magister » 1262: « Widekinus domorum militie Templi in Alemannia et Slavia preceptor » mai 1268: « frater Widekindus magister domorum militie templi per Alemanniam et Poloniam » ?: « frater Wedekindus magister domus milicie templi » ; 17 mars 1272: « frater Wedekindus domorum militie Templi per Alemanniam et Slaviam magister » 9 juillet 1278: « frater widekindus magister fratrum de Templo per Allemanniam » |
| Friedrich Wildgraf (de)        | 1282-1292           | (la): Fridericus Silvester (dictus Silvester), preceptor domorum militie Templi per Alemanniam et Slaviam En 1288, son second (vice-preceptor) est le commandeur de Lietzen, Jordan von Esbeke (Jordanus). De 1295 à 1297, il se trouve dans le duché de Bavière, plusieurs documents dont un où il est qualifié de « maister Weilent » |
| Renier de Villers              | 1292                | 29 mai 1292: « frater Reynerus dictus de Vileyr commendator domus Templi in partibus Almanie » Commandeur de la baillie de l'Hesbaye (1275, 1289) |
| Bertram von Esbeke             | 1294-1297,          | (la): Berchramus de Czwek, Bertramus de Esbeke, 1295: domorum militie Templi per Alamaniam, Schlaviam, Boemiam et Moraviam humilis preceptor |
| Friedrich von Nigrebe          | 1301                | (la): Fridericus de Nigrip 1301: « fratris Frederici de Nigrip, nostri generalis preceptoris » dans la même charte que Friedrich von Alvensleben (de) alors commandeur de Supplingburg « Frederico dicto Nigro », frère du Temple en 1291 pourrait être le même individu, |
| Friedrich Wildgraf (de)        | 1302-1303,          | 7 mai 1303 (ou 1302) : « Nos frater Fredhericus dictus Silvester, preceptor humilis domorum militie templi Jherosolimitani per Alimaniam et Slaviam » Procès, Chypre (mention): « Fredericus, frater tunc comitis de Savoya, tunc preceptor in Alamania » |
| Friedrich von Alvensleben (de) | 1303-1308           | (la): Fredericus de Alvensleve 21 avr. 1303: « Frater Fredericus de Alvensleben domorum milicie templi per Alemanniam et Slaviam preceptor humilis » avr. et mai 1305: « Frater Fredericus de Alvenseleve, Dei gracia domorum milicie templi in Alamannia et Slavia preceptor humilis ; Nos frater Fredhericus de Alvensleve, humilis preceptor domorum militie templi Jherofolimitani per Alemaniam et Slaviam » 26 avril 1306: « Fredericus de Alvensleve, domorum militie Templi per Almaniam et Slaviam preceptor humilis » 15 septembre 1307: « domorum milicie Templi per Alemanniam et Slaviam preceptor humilis » 1308: « frater Fredhericus de Alvensleve domorum milicie templi per alemaniam et Slaviam preceptor humilis », Commandeur de Supplingburg (1301) |
| Hugo de Gumbach                | 1310,               | |

### Baillie de Bohème, Moravie et Autriche
(la): Comendator provincialis per Bohemiam, Moraviam et Austriam
Magister ordinis Templi per Bohemiam et Moraviam, magister militie Templi tocius Boemie et Maravie
Possessions subordonnées au maître d'Allemagne depuis au moins 1251, des maîtres dont la présence dans cette région est attestée plusieurs fois, notamment Bertram von Esbeke commandeur (preceptor) d'Allemagne, Hongrie, Bohême et Moravie. La baillie/province de Bohême et de Moravie apparaît pour la première fois en 1297 aux ordres d'un maître (magister) et l'Autriche ne se rajoute que tardivement, pas avant le début du XIVe siècle. Un seul commandeur connu avec ces titulatures mais on mentionne tout de même un commandeur de Moravie en 1243. En 1267, on trouve à Prague un maître de la maison du Temple à l'occasion d'un chapitre qui se déroule dans cette ville (Bohême) sans que l'on puisse affirmer qu'il s'agit du maître de la baillie incluant les commanderies en Moravie voir du maître de la province d'Allemagne. Problème identique à propos de Peter Ostrew, le maître qui a supervisé la construction de Saint-Laurent de Prague en 1253.
| Commandeur                          | Période de maîtrise | Commentaires et autres fonctions |
| ----------------------------------- | ------------------- | --- |
| fr. Friedrich                       | 1243,               | (la):Fridericus, commendatoris militie Templi per Moraviam, |
| fr. Bertholt von Czinnburg          | 1250                | |
| fr. Peter Ostrom von Berka und Duba | 1253-1254           | [Commandeur de Bohême ?] (de): Johann Peter Burka ; Ostrowo von Berka ; Peter Ostrowo Chronique: « supremus magister ordinis Templariorum, Petrus Berka, nominatissimae famigeratissimae familiae regulus, penes Templum S. Laurentii magnificum monasterium aedificavit » |
| fr. Sulislav                        | 1267,               | [Incertain] (la): magistrum Sulizlaum de domo Templi dans deux chartes relatives à la ville de Prague |
| fr. Ekko                            | 1297-1308           | (la):Ekko, Ecchoni, Eckone, Ekkonis Ekko d'Egerberger Commandeur de Čejkovice en Moravie (1292-1295) Maître de Bohême et de Moravie (1297-...) |

### Baillie du Brabant et de l'Hesbaye
(la): Preceptor domorum milicie Templi in Brabantia et in Hesbannia (Hasbania)
Les possessions de l'ordre dans le duché de Brabant, bien que faisant partie du Saint-Empire, semblent se rattacher à la province de France et non à celle d'Allemagne comme on aurait pu le supposer.
| Commandeur             | Période de maîtrise | Commentaires et autres fonctions |
| ---------------------- | ------------------- | --- |
| fr. Renaud             | 1240                | [Commandeur en Hainaut et en Brabant, à vérifier] 21 juin 1240: « ? » |
| fr. Walter / Wautier   | 1248                | 28 avril 1248: « fratrem Walterum, praeceptorem domorum balliviae militiae Templi in Hasbania » Commandeur de la baillie de Lorraine (1244), (1262, 1264-1265) Commandeur de la baillie de Flandre (1250-1251, 1257) Accompagne Guy de Bazainville, maître en France (1251, Valenciennes),                                    |
| fr. Gérard             | 1255                | (la): Gerardus (nl): Geeraart juillet 1255: « quod frater Gerardus, magister sive provisor milicie Templi in Brabantia » 5 mai 1256 (?): « frater G., preceptor fratrum militie Templi in Hasbania et Brabantia » |
| fr. Inguelran          | 1256                | 25 mai 1256: « frater Inghelramus, domorum milicie Templi in Brabantia commendator » |
| fr. Gérard             | 1257-1260           | (la): Gerardus, Gerardus de Villari (fr): Gérard de Villers 3 juin 1257: « frater Gerardus, domorum milicie Templi in Brabant. et Hasban. commendator », 8 février 1260: « preceptor domorum milicie Templi in Brabantia et in Hesbannia » 16 novembre 1260: « frater Gerardus, provisor domorum Militie Templi in Hesbania » |
| fr. H.                 | 1262                | 5 février 1262: « H. commendator omnium Domorum Militie Templi in Brabantia & in Hasbania » |
| fr. Gérard de Villiers | 1265                | février 1265: « frater Gerardus de Villari, preceptor domorum fratrum Militie Templi in Brabantia, Hasbania et Condrusio » † 28 février 1273/74 |
| fr. Renier de Villers  | 1274-1291           | [Période à vérifier] septembre 1275: « Homme saige et discreiz freres Reniers de Vileir commaistre des maisons dou Temple en Hesbaings » 17 oct 1289: « religioso fratre Renero, fratre et magistro domus militie Templi in Hasbania Leodiensis diocesis » Maître de la province d'Allemagne (1292)                           |
| fr. Henri de Lille     | 1286-1289           | Commandeur de l'ordre du Temple en Brabant 28 janvier 1286: « ? », avec le commandeur de Vaillampont 5 septembre 1289: « ? » |
| fr. Godefroid          | 1291                | |
| fr. Jacques de Bruges  | 1295                | 05 oct. 1295: « domorum militie Templi in Brabantia preceptor generalis » |
| fr. Guillaume          | c.1300- 1307        | |

### Baillie de Lorraine
Cette baillie regroupait les commanderies dans le duché de Lorraine ainsi que dans le comté de Bar. Avant la création de la province d'Allemagne, ces maisons faisaient déjà partie de la province de France comme l'atteste la présence répétée des maîtres de cette province tel que Olivier de La Roche en 1228 et 1232 puis Amaury de La Roche en 1269 ou encore Guillaume de Malay en 1284. En l'état actuel des recherches, aucune charte ne met en évidence l'intervention d'un maître d'Allemagne dans cette baillie où la langue d'oïl était d'usage et cette hypothèse n'est évoquée que par Auguste Digot. Initialement la province de France regroupait justement les possessions de l'ordre dans les pays où l'on parlait cette langue. On voit également le maître de Lorraine intervenir jusque dans l'électorat de Trèves en 1228 et en 1273 à propos de la commanderie de Trèves (Trier). À la fin du XIIIe siècle, les possessions en Bourgogne, Lorraine et dans les trois évêchés (Metz, Toul et Verdun) étaient réunies sous l'autorité d'un même commandeur, notamment pendant la maîtrise de Jean de Mars et de son successeur Aymon d'Oiselay (Jean Haimmes d'Oixeleir) qui deviendra ensuite le dernier maréchal de l'ordre.
| Commandeur                 | Période de maîtrise    | Commentaires et autres fonctions |
| -------------------------- | ---------------------- | --- |
| fr. Pons de Guillaume      | 1217-1222              | (la): Poncius, Pontius « de Villame » septembre 1217: « major magister Templarius de Lothoringia / temporis magister Poncii Templarii » 1218: « Sigillum Pontii magistri de Villame » 1220: ? mai 1222: « magistro Pontio de Guillaume, magistro fratrum militie Templi in Lotoringia » |
| fr. ?                      | 1228                   | 23 août 1228: « ? », Templermeister von Lothringen (à Trèves) |
| fr. Ferry de Mohrange      | 1231-1232              | (la): Fredericus dictus de Moherenges juin 1231: « magister domorum militiae templi in Lotharingia » juillet 1232: « frater Frid., preceptor fratrum milicie Templi in Lothoringia » ou « Nos fratres Fredericus preceptor fratrum milicie Templi in Lotharingia » août 1232: « frater Ferricus, tunc preceptor Lothoringie » |
| fr. Jean de Naix           | 1232                   | |
| fr. Ferry de Mohrange      | 1239/40,               | (fro): Freriz de Moherenges (fr): Ferri de Mohrange février 1239/40: « ju freres Freriz de Moherenges, maistres de la chevalerie dor Temple de Lorregne » Commandeur de Norroy (1239) [erreur] |
| fr. Domenges               | 1243                   | (la): Dominicus ; (fro):Domenges (fr): Dominique 1243: « freires Domenges, comanderes des maisons dou Temple an Lorreigne ; Freire Domenge, maistre de Lorreigne » Commandeur de Norroy (1231) |
| fr. Gautier de Villers     | 1244                   | mars 1244: « ? » |
| fr. Domenges               | 1246                   | 1246: « freires Domenges comanderes des Maisons dou Temple an Lorreigne ; Et por cen que se soit ferme chose, si avons nos mis le seel freire Domenge, maistre de Lorreigne », Commandeur de Norroy (1231) Commandeur de Saint-Georges de Lunéville (1249, 1254), |
| fr. Rou d'Apremont         | 1247,                  | février 1247: « Ront d'Espremont » juillet 1248: « au proïres de frere Roul dou Tanple... au freres de Tanple de la ballie de Louyrenne » Commandeur (maître) de Doncourt (1243, 1248) |
| fr. Poençon                | 1251                   | mai 1251: « ? » |
| fr. Paris                  | 1259                   | (la): Parisius Commandeur de la baillie de Bourgogne (1254-1255) Commandeur de la baillie de Laumusse et de Belleville (1254-1255) |
| fr. Gautier de « Villers » | 1262-1267, (1262-1265) | (la): Galterius de Vileis oct. 1262: « frere Wautier comandor des Maisons de la chevalerie dou Temple de la baillie en Loherainne », mars 1264/65: « freres Gautiers de Vileis commederes de Lorainne », 23 juillet 1264: « frere Gautier commandeur des maisons de la chevalerie du Temple en Lorraine » |
| fr. Martin                 | 1260, 1269-1274        | sept. 1269: « freires Martins, commanderes des maisons de la chevalerie dou Temple en Lorrengne » 1271: « commandeur des maisons de la chevalerie du Temple de Loherenne », « ? », 7 novembre 1273: « frater Martinus preceptor et procurator... fratrum milicie Templi in Lotthoringia », décembre 1274: « Nos freires Martins, maistres des maisons dou Temple en la baillie de Lorreine » 1275: « ? » [à vérifier] 1277: « ? » [à vérifier] Commandeur d'Epailly (1256) Commandeur de la baillie de Bures et Epailly (1257-1258, 1267) Commandeur de Laumusse (1275) |
| fr. Jean                   | 1285                   | [Sources contradictoires, 1275-1288 ?] mai 1264 [?]: « freres Jehans de la balie dou Temples en Lohereine » 1285: « Jennas Clowanges, li mares de la frarie des massons dou Tample » 1287: « Ci gist Mesires Jehans Freires chapelens ki fut maistre des mazons dou tanple de Lorene xxiii ans ki fut mors la vigile de la chandelour lan m cc iiiixx vii » † 1er février 1287, inhumé à la commanderie de Metz. |
| fr. Martin                 | 1287/88                | 1288: « ? » Commandeur de la baillie de Bures et Epailly (1257-1258, 1267) Commandeur de la baillie de Lorraine (1260, 1269-1274) |
| fr. Jean de Mars           | 1289-1294              | [Commandeur de Bourgogne et de Lorraine] (la): Johannes Ademari, Demar, de Mares aut des Maix, de Mars, de Marciis (fr): Jean Adhémar, Jean des Mars 30 avril 1289: « virum religiosum, fratrem Johannem, preceptorem domorum militie Templi in Lothoringia » décembre 1292: « freres Jehan de Marx, freres dou Temple, maistres des maisons dou Temple en la baillie de Loherainne » juillet 1293: « freires Jehans des Mars, maistres des maisons dou Temple en la baillie de Lorrainne » 1293: « ke freires Jehans, c'on dit de Mairs en Borgoigne, et freires Renalz, comandeires de lai Maxon dou Temple de Mes » 11 janvier 1294: « Jehans de Mars, maistres des maisons dou Temple en la baillie de Lorrainne », Commandeur de Payns (c.1298-1303) Commandeur de Ruetz (1303-1307) |
| fr. Aimé d'Oiselay         | 1296 - 1303            | [Commandeur de Bourgogne et de Lorraine] (la): Aymo d'Oiselaers, Aymone d'Oysilieres, de Oiselier, deu Zelet (de): Hannes (fr): Aymon du Zelet, Hennes d'Oixelier ou d'Oiseley, Jean Haimmes d'Oixeleir mai 1296: « Nos, freires Hianmes, Commandeires des maisons don Temple en la bailie de Loherengne » 28 novembre 1300: « freire Heine d'Oixeleir, maistres et commandeires de la baillie de Lohairainne et de la grant Borgoingne » 27 juin 1302: « Haimmes d'Oiseley, Maistres & Commandeires de la Balie dou Temple en Loharainne », 17 février et 28 mai 1303: Aimne d'Ozilley Commandeur de Virecourt (1298-1302) [Erreur] Maréchal de l'ordre (1304-1312) |
| fr. Henri de Vaucouleurs   | 1304                   | (la): Henricus de Vauquelours (fr): Henri de Vauquelein, de Vauquelour février 1304: « honorauble home et discret, freire Hanri de Vauquelour, maistre des maisons de la chevalerie dou Temple en la ballie de Lorreinne », Marbotte Commandeur de Lunéville & aumônier du duc Thiébaud II de Lorraine (1306) [probable] |
| fr. Demanges               | 1306 - 1307            | (fro): Domanges li Allemans (fr): Domenge Lallemant 5 janvier 1306: « Domange » 29 mai 1306: « Nous, frères Demanges, maistres de la baillie dou Lorreigne » novembre 1306: « Demange, frere chappelain dou Temple Maistres & commandaires des maisons dou Temple, en la baillie de Lorraigne » 30 oct. 1307: ? Tenant lieu de maître de la baillie de Lorraine (1300) |

### Baillie de Pologne, Poméranie et Nouvelle Marche
(la): humilis preceptor domorum milicie Templi per Poloniam, Sclaviam et Novam Terram
| Commandeur                 | Période de maîtrise | Commentaires et autres fonctions |
| -------------------------- | ------------------- | --- |
| fr. Bernhard von Eberstein | 1291                | (la):Bernhardus dictus de Euirsten 1291: « preceptor domorum milicie Templi per Poloniam, Sclaviam, Novam Terram et magister curie Quarczanis » |